# Планорбиси
Планорбиси (Planorbis) са род сладководни коремоноги мекотели от семейство Planorbidae. Представители на рода са често срещани в акваристиката. Възникнали са през юра и съществуват до наши дни.

## Разпространение и местообитания
Представителите на рода са разпространени масово в Европа и Централна Азия, но са интродуцирани по цял свят и се срещат във всички тропическите региони на света. Обитават богати на растителност водоеми с течаща или застояла вода, като живеят на неголяма дълбочина. В България се срещат два вида: Planorbis carinatus и Planorbis planorbis. Обитават водоеми на надморска височина до 1000 – 1200 метра.

## Описание
Черупката е типична сплесната (планспирална), с 3 – 4 спираловидни завивки, лявовъртяща. Диаметърът и достига до 2,5 cm, а ширината – до 1 cm.

## Хранене
Растителноядни са. Хранят се с разнообразни видове талусни водорасли, а в аквариумни условия могат да консумират и зелените части на различни зеленчуци.

## Размножаване
Хермафродитни видове са. Размножават се през пролетта, а при аквариумни условия – целогодишно.

## Видове
Видовете от род Planorbis са както следва:
- Planorbis corinna Gray, 1850
- Planorbis carinatus O. F. Müller, 1774
- Planorbis planorbis (Linnaeus, 1758)
- Planorbis kahuica Finlay & Laws, 1931